# Bangkok (Gurah)
Bangkok is een bestuurslaag in het regentschap Kediri van de provincie Oost-Java, Indonesië. Bangkok telt 5592 inwoners (volkstelling 2010).